# Hässleby församling
Hässleby församling var en församling i Linköpings stift och Eksjö kommun. Den 1 januari 2010 uppgick församlingen i Hässleby-Kråkshults församling.
Församlingskyrka var Hässleby kyrka.

## Administrativ historik
Församlingen har medeltida ursprung.
Församlingen utgjorde till början av 1300-talet ett eget pastorat för att sedan åtminstone till 1561 ingå i Lönneberga pastorat. Sedan till 1962 var den annexförsamling i pastoratet Rumskulla och Hässleby. Från 1962 till 2010 var församlingen moderförsamling i pastoratet Hässleby och Kråkshult.  Den 1 januari 2010 uppgick församlingen i Hässleby-Kråkshults församling.
Församlingskod var 068602.

## Kyrkoherdar
| Ämbetstid | Namn      | Levnadstid | Övrigt |
| --------- | --------- | ---------- | ------ |
| 1978–1984 | Sven Sand | 1930–      | [ 4 ]  |

### Komministrar
| Ämbetstid | Namn                           | Levnadstid | Övrigt                                               |
| --------- | ------------------------------ | ---------- | ---------------------------------------------------- |
|           | Nicolaus Petri (Ingatorpensis) |            | Senare kyrkoherde i Ingatorps församling.            |
|           | Nicolaus Björn                 |            | Senare kyrkoherde i Tuna församling.                 |
| 1654–1663 | Johannes Duræus                | 1628–1708  | Senare kyrkoherde i Kristdala församling.            |
| –1677     | Laurentius Wallenius           | –1701      | Senare kyrkoherde i Flisby församling.               |
| 1677–1695 | Suno Ebbodinus                 | 1645–1695  |                                                      |
| 1695–1729 | Jöns Rinnander                 | –1729      |                                                      |
| 1730–1739 | Nils Agelin                    | –1743      | Senare kyrkoherde i Målilla församling.              |
| 1739–1759 | Jonas Roth                     | 1707–1790  | Senare kyrkoherde i Höreda församling.               |
| 1760–1767 | Carl Martin Sjöstedt           | 1720–1767  |                                                      |
| 1768–1771 | Georg Meurlin                  | 1730–1771  |                                                      |
|           | Magnus Bruzelius               | 1740–1797  | Senare kyrkoherde i Sunds församling.                |
|           | Olof Liedholm                  |            | Senare kyrkoherde i Östra Stenby församling.         |
|           | Lars Gabriel Duvaer            |            | Senare kyrkoherde i Rumskulla församling.            |
|           | Carl Johan Dusén               |            | Senare kyrkoherde i Rumskulla församling.            |
|           | Johan Peter Bode               |            | Senare kyrkoherde i Västra Ryds församling.          |
| 1834–1835 | Jan Håkansson                  | 1786–1835  |                                                      |
|           | Johan Erik Becker              |            | Senare komminister i Östra Ny församling.            |
| 1845–1872 | Johan Peter Ljung              | 1800–1872  |                                                      |
|           | Otto Alfred Ottander           |            | Senare komminister i Norrköpings Hedvigs församling. |
|           | Joel Lindér                    |            | Senare kyrkoherde i Dalhems församling.              |
|           | Johannes Ulander               |            | Senare komminister i Skänninge församling.           |
|           | Karl Fredrik Wasén             |            | Senare kyrkoherde i Svanshals församling.            |
|           | Ture Harald Aspegren           |            | Senare kyrkoherde i Målilla församling.              |
| 1916–1921 | Karl Lindor Gottfrid Westholm  | 1885–      | Senare kyrkoherde i Furingstads församling.          |
| 1921–1932 | Baltzar Jennes                 | 1892–1962  | Senare kyrkoherde i Ringarums församling.            |

## Organister och klockare
| Verksam   | Namn                    | Levnadstid | Övrigt                |
| --------- | ----------------------- | ---------- | --------------------- |
| 1808–1860 | Jeremia Hessling        | 1785–1860  | Klockare              |
| 1860–1868 | Albert Kindvall         | 1830–      | Organist och klockare |
| 1869–1876 | Malcom Sjögren          | 1846–      | Organist och klockare |
| 1876–1896 | Oskar Fredrik Ahlstrand | 1846–      | Organist och klockare |